# Huito
Huito (Genipa americana) és una espècie d'arbre del gènere Genipa, que proporciona un fruit tropical. És nativa d'Amèrica del sud (del Perú), el Carib i sud de Mèxic. Els inques l'anomenaven hawa o wituq.
L'arbre fa fins a 15 m d'al. El fruit és una baia comestible de 5-8 cm de diàmetre.

## Usos
Genipa americana es cultiva pel seu fruit del qual se'n fan begudes i gelats. Els amerindis feien servir el suc dels fruits immadurs per a tatuar-se la pell.